# Costus clemensiae
Costus clemensiae là một loài thực vật có hoa trong họ Costaceae. Loài này được Ridl. mô tả khoa học đầu tiên năm 1909.